# 猫がくれたまぁるいしあわせ
『猫がくれたまぁるいしあわせ』は、2017年5月22日より丸井グループが放送しているアニメーションCM。同年6月までに全4話が制作され、2018年3月21日には新作となる前作から数年が過ぎた設定の第5弾が放送された。

## 製作
新しくアニメーションCMを作りたいという丸井の「マルイが大事にしているコンセプトを作中に織り込むようなオリジナルアニメーションにしてほしい」という意向を受け、独立した短編アニメ作品としても成立するような作品となっている。
「30歳の女性」が身の回りの「ちょっとした幸せ」に気づく、がコンセプトになっている。

## 登場キャラクター

### メインキャラクター
平倉 まり（ひらくら まり）
声 - 内田真礼
化粧品のパッケージ会社に勤める30歳の女性。
オイさん
声 - 櫻井孝宏
マリがよく見かける野良猫。
吉本 美希（よしもと みき）
声 - 斉藤朱夏
まりの後輩。第5話では賞を受賞し、独立を決意する。
平倉 らら（ひらくら らら）
声 - 芹澤優
まりの双子の妹。第5話では看護師になる。
平倉 るる（ひらくら るる）
声 - 高野麻里佳
まりの双子の妹。第5話ではカメラマン見習いになる。
中野 マキオ（なかの マキオ）
声 - 武内駿輔
まりの彼氏。

### その他のキャラクター
武田 慎吾（たけだ しんご）
声 - 杉田智和
まりの上司。
鈴木 悠真（すずき ゆうま）
声 - 杉田智和
パン屋の店長。既婚者。
津田 龍（つだ りゅう）
声 - 中田譲治
るるのカメラマンの師匠。
栫井 ひかり（かこい ひかり）
声 - 森友莉世
役者として活躍している、まりの学生時代の親友。

## スタッフ
- 企画 - 丸井グループ
- 企画・プロデュース - 平澤直
- 監督・コンテ・演出 - 牧原亮太郎
- シリーズ構成・脚本 - 赤尾でこ
- アニメーションキャラクター原案 - 森倉円
- アニメーションキャラクターデザイン・総作画監督 - 阪野日香莉
- 美術監督 - 栫ヒロツグ
- 色彩設計 - 広瀬いづみ
- 撮影監督 - 田中宏侍、佐藤光洋
- 編集 - 肥田文
- 音響監督 - 明田川仁
- 音響制作 - マジックカプセル
- 音楽 - 池頼広
- アニメーションプロデューサー - 大上裕真
- アニメーション制作 - 横浜アニメーションラボ
- プロデュース - 丸井グループ、ウルトラスーパーピクチャーズ、ARCH

## 主題歌
第5話テーマソング「ハローグッデイ」
歌 - LiSA

## 各話リスト
| 話数  | サブタイトル                                    |
| ----- | ----------------------------------------------- |
| 第1話 | 仕事編 〜まりさんの、プレゼンとショートケーキ〜 |
| 第2話 | 恋愛編 〜まりさんの、虹とドーナツ〜             |
| 第3話 | 趣味編 〜まりさんの、水切りとおにぎり〜         |
| 第4話 | 家族編 〜まりさんの、実家とたい焼き〜           |
| 第5話 | 〜まりさんの、お花見とめぐる日々〜              |